# Mörttjärnen (Färnebo socken, Värmland, 663521-139906)
Mörttjärnen är en sjö i Filipstads kommun i Värmland och ingår i Göta älvs huvudavrinningsområde. Sjön har en area på 0,131 kvadratkilometer och ligger 228,1 meter över havet.

## Delavrinningsområde
Mörttjärnen ingår i det delavrinningsområde (663398-139912) som SMHI kallar för Utloppet av Stöpsjön. Medelhöjden är 241 meter över havet och ytan är 41,74 kvadratkilometer. Det finns ett avrinningsområde uppströms, och räknas det in blir den ackumulerade arean 66,06 kvadratkilometer. Svarttjärnsälven (Stöpsjöälven) som avvattnar avrinningsområdet har biflödesordning 4, vilket innebär att vattnet flödar genom totalt 4 vattendrag innan det når havet efter 369 kilometer. Avrinningsområdet består mestadels av skog (90 procent). Avrinningsområdet har 2,32 kvadratkilometer vattenytor vilket ger det en sjöprocent på 5,6 procent.